# Hans Krüger (Gestapo)
Hans Erich Kurt Krüger (* 1. Juli 1909 in Posen; † 8. Februar 1988 in Wartenberg) war ein deutscher Landwirtschaftsinspektor, der als SS-Hauptsturmführer mehrere Massenerschießungen in Ostgalizien durchführen ließ. Der von ihm organisierte Blutsonntag von Stanislau, bei dem am 12. Oktober 1941 mehr als zehntausend jüdischer Männer, Frauen und Kinder erschossen wurden, gilt als Beginn der „Endlösung“ im Generalgouvernement.

## Herkunft und Ausbildung
Hans Krüger wurde 1909 im damals zum Deutschen Reich gehörenden Posen als Sohn eines Privathandelsschullehrers geboren. Ab 1914 besuchte er dort die Mittelschule sowie das Deutsche Gymnasium. Nach dem Ersten Weltkrieg engagierte sich der Vater im „Deutschen Volksrat der Provinz Posen“, einer Sammlungsbewegung von nationalkonservativen Bürgern. Beim Posener Aufstand wurde dieser interniert und musste anschließend samt der Familie seine Heimat – nunmehr zu Polen gehörig – unverzüglich verlassen. Der Vater fand keine Anstellung mehr, und die verarmte Familie verlegte ihren Wohnsitz über Schwiebus nach Luckenwalde, wo Hans Krüger 1923 mit der Obersekunda-Reife das örtliche Gymnasium verließ. 1925 bestand er die Abschlussprüfung zum Landwirtschaftsinspektor und Rechnungsführer und war danach auf zwei Rittergütern beschäftigt. Ab 1928 half er seinen Eltern, die in Stangenhagen ein Kolonialwarengeschäft und eine Hühnerfarm betrieben. In den Jahren zwischen 1930 und 1933 war Hans Krüger mit geringen Unterbrechungen arbeitslos.

## Vorkriegskarriere
Bereits 1925 – als Sechzehnjähriger – schloss sich Hans Krüger rechtsextremen Verbänden wie dem „Jung- und Ringstahlhelm“ an und trat am 1. April 1929 der SA bei, wo er 1931 zum Sturmführer und 1932 zum SA-Sturmbannführer aufstieg. Zum 1. September 1930 trat er der NSDAP bei (Mitgliedsnummer 336.924).
Von Mai bis November 1933 war Krüger Leiter der Polizeistelle im KZ Oranienburg. Im Oktober 1934 erhielt er als Alter Kämpfer eine besser bezahlte Stellung in der Leitung des Arbeitsamtes Luckenwalde. Am 1. Mai 1938 wurde Krüger von der Allgemeinen SS (Mitgliedsnummer 293.735) mit dem Dienstgrad eines SS-Hauptsturmführers übernommen, bewarb sich alsbald beim Hauptamt Sicherheitspolizei und wurde im März 1939 Kriminalkommissar-Anwärter in Berlin.

## Zweiter Weltkrieg
Beim deutschen Überfall auf Polen am 1. September 1939 rückte Krüger mit einem Einsatzkommando von Oppeln aus in Polen ein. In Zakopane bildete er ab November 1939 ukrainische Hilfspolizisten aus, nahm dann in Berlin an einem Führerlehrgang teil und kehrte im Juni 1941 als Kriminalkommissar nach Krakau zurück.

### Ermordung der „polnischen Intelligenzschicht“
Beim Überfall auf die Sowjetunion kam Krüger am 2. Juli 1941 mit dem Einsatzkommando z. b. V., das von Karl Eberhard Schöngarth geleitet wurde, in Lemberg an. Krüger wird eine organisatorische Mitwirkung beim Lemberger Professorenmord zugeschrieben; eine unmittelbare Teilnahme bei der Erschießung ist jedoch nicht nachweisbar.
Ende Juli 1941 kam Krüger in die Stadt Stanislau (heute Iwano-Frankiwsk) und richtete im Flügel eines Gerichtsgebäudes die Außenstelle Stanislau des Kommandeurs der Sicherheitspolizei und des SD Lemberg (später Grenzpolizei-Kommissariat Stanislau) ein, die er bis August 1942 leitete. Sie war zuständig für die Kreise Stanislau und Kalusch sowie die Region um Rohatyn mit über 700.000 Einwohnern. Die Dienststelle hatte kaum dreißig deutsche Mitarbeiter; die meisten von ihnen kamen von der Sicherheitspolizei im Distrikt Krakau. Zur Verstärkung verfügte Krüger jedoch über zahlreiche Hilfsfreiwillige, die unter ortsansässigen Volksdeutschen und ukrainischer Miliz angeworben wurden.
Am 2. August 1941 befahl Krüger die Registrierung von Anwälten, Lehrern, Rabbinern, Ingenieuren, Ärzten und anderen Mitgliedern der polnischen Intelligenz. Von den 800 Personen, die der Anordnung folgten, wurden 200 als vorerst unentbehrliche Spezialisten heimgeschickt, alle anderen wurden erschossen und in einem Waldstück verscharrt.

### „Endlösung“ in Galizien
Am 6. Oktober 1941 führte Krüger in der Kleinstadt Nadwirna eine Mordaktion durch. Auf dem Marktplatz wurden 2000 Juden zusammengetrieben, in ein nahegelegenes Waldstück gebracht und dort von Angehörigen der Sicherheitspolizei und des Reserve-Polizeibataillons 133 sowie ukrainischer Hilfspolizei erschossen. Wenige Tage nach dieser „Generalprobe“, am 12. Oktober 1941, wiederholte sich ein derartiges Massaker beim Blutsonntag von Stanislau. Es wurden fast 20.000 Juden zusammengetrieben, die truppweise zum Friedhof marschieren mussten, wo 10.000 bis 12.000 von ihnen erschossen wurden. Die Aktion wurde mit Beginn der Dunkelheit abgebrochen. Bis zum 1. Dezember 1941 wurden zahlreiche weitere Massenerschießungen im Distrikt Galizien durchgeführt, namentlich in Rohatyn, abermals in Stanislau sowie in Deljatyn und Kalusch, bei denen jeweils mehrere tausend Juden umgebracht wurden. Krüger ließ Ende März 1942 Tausende von „unbrauchbaren Juden“ aus dem Ghetto Stanislau festnehmen; diese wurden vom 1. April 1942 an in das Vernichtungslager Belzec verschleppt und dort vergast.
Bei den meisten „Aktionen“ gegen Juden führte Krüger das Kommando: Er gab den Befehl zur Feuereröffnung und tötete persönlich mit „Fangschüssen“. Er ließ zudem zahlreiche Polen und Ukrainer auf den bloßen Verdacht hin liquidieren, sie seien Kommunisten oder gehörten einer Widerstandsbewegung an.
Die Massaker vom 6. und 12. Oktober gelten als „Beginn der Endlösung im Generalgouvernement“, da für diesen Bereich erstmals Frauen, Kinder und jüdische Männer aller Altersstufen massenhaft umgebracht wurden. Es ist bislang nicht geklärt, ob Karl Eberhard Schöngarth, Helmut Tanzmann oder Friedrich Katzmann ausdrückliche Weisung erteilten, an diesem Orte noch vor Fertigstellung der Vernichtungslager mit der Ermordung jüdischer Frauen und Kindern zu beginnen. Krüger selbst gab später an, Motiv sei die begrenzte Kapazität des geplanten Ghettos gewesen. Der Historiker Dieter Pohl weist in diesem Zusammenhang auf die Grenzlage zur Karpatenukraine hin, aus der die Ungarn Tausende von dort ansässigen oder dorthin geflüchteten Juden in die von Deutschen besetzten Gebiete abschoben. Nach dem Überfall auf die Sowjetunion, an dem auch Ungarn beteiligt war, wurden rund 15.000 jüdische Flüchtlinge aus der Karpatenukraine in die Westukraine deportiert. Die meisten davon wurden im Massaker von Kamenez-Podolsk durch deutsche Polizei- und SS-Truppen ermordet.

## Entmachtung und Versetzung nach Frankreich
Im August 1942 endete die Herrschaft des „Königs von Stanislau“. Krüger hatte sich gegenüber der verhafteten Gräfin Karolina Lanckorońska damit gebrüstet, er habe in Lemberg die Professoren liquidiert. Der Gestapochef von Drohobytsch, Walter Kutschmann, zeigte seinen Rivalen Krüger wegen Geheimnisverrats an. Zudem ergab eine Prüfung, dass zahlreiche Wertgegenstände der jüdischen Opfer nicht ordnungsgemäß verbucht und abgeliefert worden waren. Krüger wurde nach Berlin zurückgerufen und blieb fast ein Jahr in SS-Haft, bis das Ermittlungsverfahren nach Intervention Karl Eberhard Schöngarths durch Heinrich Himmler eingestellt wurde.
Krüger wurde zum SS-Untersturmführer degradiert und 1943 nach Frankreich versetzt, wo er in Chalon-sur-Saône den SD leitete. Krüger war in dieser Funktion maßgeblich in Kriegsverbrechen involviert. Um Anschläge der Widerstandsbewegung zu unterbinden, ließ er sechs Geiseln erschießen und mehrere Häuser in Brand setzen. Krüger wurde dafür in Dijon am 3. Februar 1947 in Abwesenheit zum Tode verurteilt. Anfang September 1944 setzte er sich aufgrund des Vormarsches der alliierten Truppen von seiner Dienststelle ab. Bei Kriegsende geriet Krüger in den Niederlanden in Gefangenschaft.

## Nachkriegszeit
Da über seine Verbrechen in Polen und Frankreich nichts bekannt war, wurde Hans Krüger im Oktober 1948 aus dem Gewahrsam entlassen. Krüger wohnte nach Kriegsende in Lüdinghausen. Er arbeitete als Großhandelsvertreter für Eisenwaren, machte sich 1954 in der Baubranche selbständig und war ab März 1960 als Bezirksleiter beim Otto-Versand tätig. In den frühen 1950er Jahren hatte er vergeblich versucht, im Polizeidienst oder beim Verfassungsschutz unterzukommen. 1949 bis 1956 war er Landesvorsitzender der Landsmannschaft Berlin-Mark Brandenburg und bis 1958 auch parteipolitisch tätig; 1954 kandidierte er für den BHE erfolglos bei der Wahl in den Landtag Nordrhein-Westfalens.
Nachdem in Israel ein Buch über die deutschen Gräueltaten erschien, ermittelte seit 1959 die Staatsanwaltschaft Dortmund gegen Krüger und am 9. Januar 1962 kam er in Untersuchungshaft. Als Leiter der Sicherheitspolizei in Stanislau wurden ihm einige Exzesstaten sowie 24.875 Morde zur Last gelegt, die bei acht „Aktionen“ zwischen dem 2. August 1941 und dem Frühsommer 1942 stattgefunden hatten. Seine Mitwirkung beim Lemberger Professorenmord war nicht Teil der Anklage. Am 6. Mai 1968 verurteilte das Landgericht Münster Hans Krüger zu einer lebenslangen Freiheitsstrafe. Er wurde 1986 aus der Haft entlassen.